# Brodarica
Brodarica (italsky Brodarizza) je velká vesnice a turisty často vyhledávané přímořské letovisko v Chorvatsku v Šibenicko-kninské župě, spadající pod opčinu města Šibenik. Nachází se asi 3 km jihovýchodně od Šibeniku. V roce 2011 žilo v Brodarici trvale 2 534 obyvatel, během letní sezóny se tento počet ale výrazně zvyšuje.
Sousedními sídly jsou město Šibenik a vesnice Žaborić. Naproti Brodarici se nachází ostrov Krapanj se stejnojmenným letoviskem.